# Esther Sanz
Esther Sanz (Málaga, 6 de diciembre de 1974) es una jugadora de bádminton española.

## Biografía
El bádminton se estrenó en los Juegos Olímpicos de Barcelona 1992. España contó con dos plazas, una para cada uno de los torneos individuales, la elegida para el evento femenino fue Sanz, y que, a sus 17 años, se convertía en la primera jugadora española de bádminton en participar en unas Olimpiadas.
Sanz había querido ser olímpica desde pequeña. Todo surgió a raíz del regalo que le hizo su padre cuando tenía cinco años, un libro de los Juegos Olímpicos de Moscú que hizo nacer en ella el sueño de llegar a ser olímpica. Luego ver los Juegos en la televisión le fascinó y cuando se presentó la oportunidad lo tenía claro: tenía que llegar allí.

## Trayectoria
Con solo 11 años fue integrada por Antonio López del Pozo en el primer equipo, tuvo su primera recompensa en 1988, cuando fue llamada para la selección española de bádminton. Compitió en individuales femeninos en los Juegos Olímpicos de Barcelona en 1992. Después de los Juegos la Federación empezó a plantearse seriamente el tener a los deportistas en un mismo centro de Alto Rendimiento. La idea fue intentar gestionar eso y surgió la posibilidad de la residencia Joaquín Blume. Sanz fue uno de los cuatro primeros jugadores de bádminton que ingresó allí, los cuales se pusieron a las órdenes de Zhang Xiao Ping para seguir un intenso plan de entrenamientos que tenía como objetivo destacar en los torneos internacionales y lograr, a largo plazo, la clasificación para los Juegos de Atlanta 1996. En los campeonatos de España, Sanz consiguió cuatro medallas de oro, una en individuales (Benalmádena 1994) y tres en dobles mixtos junto a David Serrano (Alicante 1993, Benalmádena 1994 y Murcia 1996). Además, en el plano internacional, participó en el Campeonato de Europa Júnior de 1993, en Sofía (Bulgaria), siendo eliminada en 1/16 de final. En el torneo mundialista, Sanz cayó eliminada en 1/64 de final de individuales por la japonesa Hisako Mizui (0-2), en 1/32 de final de los dobles femeninos (con Dolores Marco) y en 1/128 de final de los dobles mixtos (con Ernesto García). Ese año, además, se proclamó subcampeona en mixtos (con Ernesto García) en el Torneo Internacional de España. Pese a todo, ningún jugador español cumplió las exigencias para estar en las Olimpiadas de Atlanta 1996. Sanz decidió retirarse en 1997 por discrepancias con la política de la federación española.